# ديفيد غودال (ممثل)
ديفيد غودال (بالإنجليزية: David Goodall)‏ هو ملحن ومخرج وممثل بريطاني، ولد في 19 نوفمبر 1964 في إدنبرة في المملكة المتحدة.

## أعمال

### أفلام
- (2012) حصة الملائكة[4][5]

## وصلات خارجية
- ديفيد غودال على موقع IMDb (الإنجليزية)
- ديفيد غودال على موقع ألو سيني (الفرنسية)
- ديفيد غودال على موقع أول موفي (الإنجليزية)
- ديفيد غودال على موقع قاعدة بيانات الفيلم (الإنجليزية)
- ديفيد غودال على موقع كينوبويسك (الروسية)